# Pocahontas (film din 1995)
Pocahontas este un film de animație din 1995, produs de Walt Disney Feature Animation și lansat inițial de către Walt Disney Pictures. Povestea filmului se bazează vag pe istoria vieții femeii nativ americane Pocahontas. 
Filmul Pocahontas a fost lansat pe 16 iunie 1995, fiind a 36-a peliculă animată produsă de Walt Disney Animation Studios. A primit reacții mixte din partea criticilor și a stârnit reacții diverse, în mare parte din cauza inexactităților istorice și tonurile rasiale pe care filmul le are. Pocahontas a câștigat în 1996 două premii Oscar, pentru cea mai bună coloană sonoră și pentru cea mai bună melodie originală, Colors of the Wind.

## Dublajul în limba română
- Alina Eremia - Pocahontas (cântece)[3]